# Planície de Zarixata
A planície de Zarixata (em armênio: Զարիշատի դաշտ; romaniz.: Zarišati dašt) é uma planície do planalto Armênio situada no planalto de Carse, onde se estende ao norte. É associada com a "Grande Planície" (Մեծ Դաշտի, Mec' dašti) que Moisés de Corene mencionou no distrito (gavar) de Vananda, da província de Airarate do reino da Armênia.